# Game Boy Micro

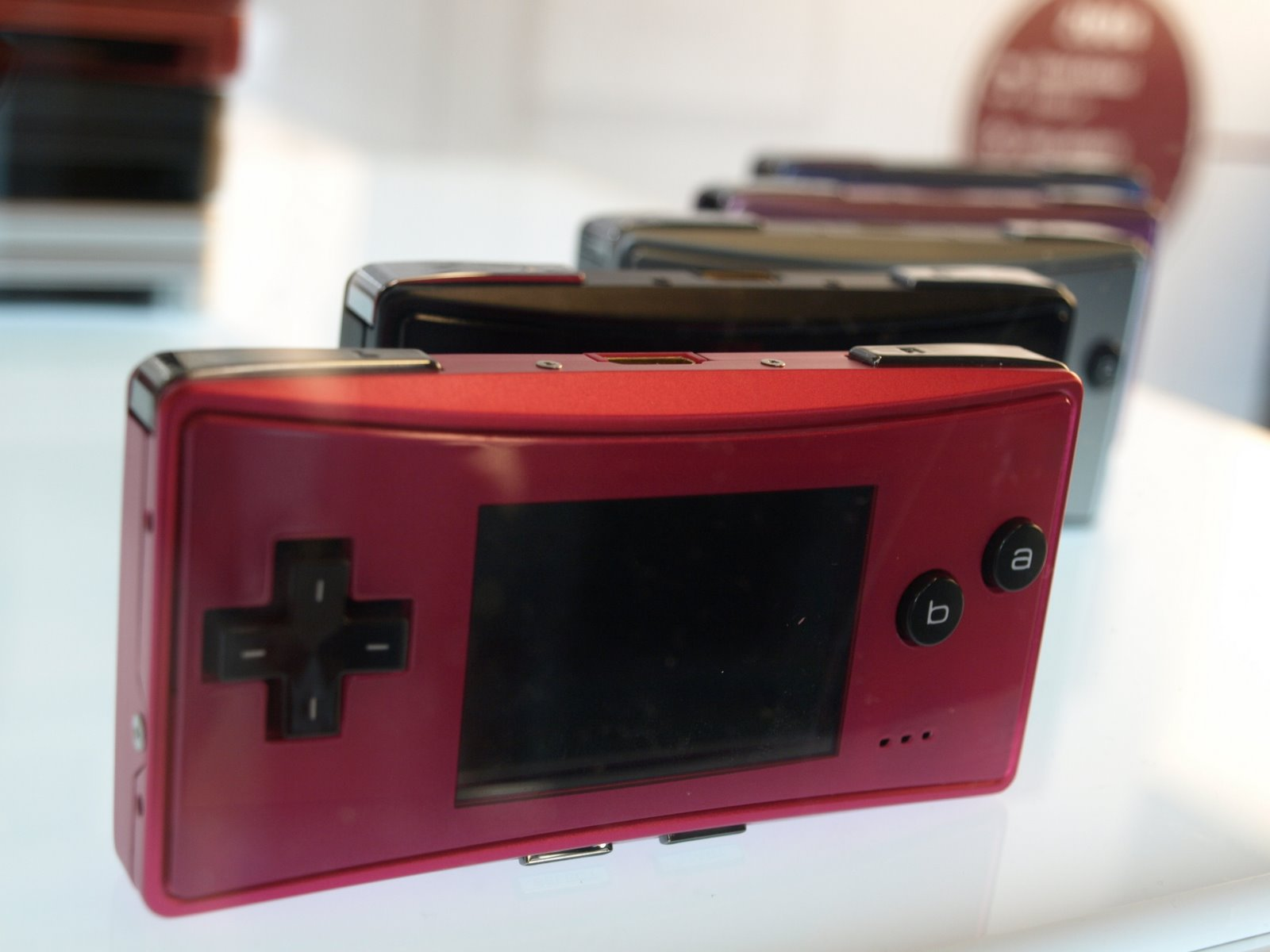
Exposición de consolas Game Boy Micro en varios colores.

La Game Boy Micro es una videoconsola portátil desarrollada y fabricada por Nintendo. Game Boy Micro es el segundo rediseño de la Game Boy Advance siendo la primera la Game Boy Advance SP, con nuevas características añadidas en la versión japonesa para hacerle compatible con la primera versión del Nintendo DS. Es más pequeña y liviana, lo cual la hace más agradable para el consumidor.
La ejecutiva de Nintendo of America, Perrin Kaplan dijo que antes de Micro, esta nueva versión tenía como nombre provisional "Oxy". Es la última consola portátil que se lanzó con el nombre de "Game Boy".

## Diseño y especificaciones
Game Boy Micro conserva muchas de las funcionalidades de la Game Boy Advance SP, pero con nuevos elementos. Es la más pequeña de todas las Game Boy, y mucho más ligera, tiene dos tercios de peso menos que el iPod Mini. A todo esto destaca la capacidad de reajustar la iluminación de la pantalla a cinco niveles de intensidad. Los modelos principales son plata, rosa, azul y verde.
En la versión japonesa, es compatible con el uso del cable link del Nintendo DS original, sin conexión inalámbrica.
El Game Boy Micro también destaca, al igual que algunos teléfonos móviles, en que es posible cambiarle la carcasa. Hay muchos diseños coleccionables.
| Dimensiones:  | 50 x 101 x 17,2 milímetros, eso es la mitad de una tarjeta de crédito                                                                                                   | 50 x 101 x 17,2 milímetros, eso es la mitad de una tarjeta de crédito                                    |  |
| Peso:         | 40 gramos, 80 gramos con batería (1,4 onzas). | 40 gramos, 80 gramos con batería (1,4 onzas).                                                            |  |
| Procesadores: | Procesador principal | RISC de 32 bits y 16,8 MHz (ARM7TDMI),                                                                   |  |
| Procesadores: | procesador secundario | CISC de 8 bits (solo disponible en la edición japonesa para su sincronización con la DS del mismo país). |  |
| Pantalla:     | Tamaño: | 2 Pulgadas (28,32 mm x 42,48 mm)                                                                         |  |
| Pantalla:     | Resolución: | 240 x 160 píxeles/                                                                                       |  |
| Pantalla:     | Frecuencia de refresco: | 60Hz. |  |
| Batería:      | La batería de ion-litio recargable, tarda 2 horas en cargar al máximo. Dura 7 horas con el volumen y la luz al máximo y 13 horas con el volumen y la luz a nivel medio. | |  |

Game Boy Micro tiene también un interruptor sobre su lado derecho para ajustar el volumen en forma digital, lo que le da cierta superioridad contra los anteriores Game Boy, con un ajuste de volumen analógico (Que produce un mayor consumo de energía). En la parte superior izquierda se encuentra el botón L que puede ser usado para ajustar el tono de iluminación con el mismo control digital del volumen. 
Nintendo ha diseñado un cartucho lector de música y video para Game Boy Micro, conocido como Play-Yan Micro. Este cartucho puede reproducir (tanto en Game Boy Micro como en Game Boy Advance, GBA SP y en Nintendo DS Lite) archivos MP3 y archivos digitales de video con tarjetas SD.

### Software
Game Boy Micro es compatible con todos los cartuchos de Game Boy Advance, incluyendo los cartuchos de Game Boy Advance Video. A diferencia de Game Boy Advance y Game Boy Advance SP, Game Boy Micro no es compatible con cartuchos de la Game Boy o Game Boy Color, debido a que posee nuevos circuitos, en reemplazo de los de retrocompatibilidad, para conectarse a juegos compatibles con Nintendo DS alámbrico (solo se puede encontrar esta característica en la versión japonesa). Los lectores de libros electrónicos de Game Boy Advance tampoco son compatibles con Game Boy Micro, ya que esta no posee el puerto apropiado. 
Game Boy Micro se puede conectar con otros Game Boy Micro por medio de un cable específico para Game Boy Micro (distinto del de Game Boy Advance, Game Boy Advance SP y Game Boy Player), y es compatible con la conexión hacia el Nintendo DS original en la versión japonesa. Existe un adaptador para conectar una Game Boy Advance, Game Boy Advance SP o Game Boy Player a este cable y conectarla con Game Boy Micro. También es posible conectar con cualquier otra Game Boy Advance, Game Boy Advance SP, Game Boy Player o Game Boy Micro por medio del Wireless Adapter (distinto del de Game Boy Advance, Game Boy Advance SP y Game Boy Player), solo para juegos compatibles con el adaptador inalámbrico. Oficialmente no se puede conectar a Nintendo GameCube ya que no es compatible con el cable conector GBA-GCN, y no existe ninguno compatible con Game Boy Micro, sin embargo es posible realizar un adaptador casero a partir del cable conector GBA-GCN y el cable de conexión entre Game Boy Micro.

## Compatibilidad regional
Debido a que el Game Boy Micro no es un medio dependiente de la toma eléctrica ni de las normas de televisores, ya que posee un display LCD propio y ya sea el modelo original como el Advance el SP no dependen directamente de la toma eléctrica (aun cuando este último necesite ser recargado mediante la toma de electricidad), la compatibilidad regional es total, esto es, no existen diferentes normas de colores o trasmisión (como existen por ejemplo en las consolas de sobremesa), con lo cual se asegura que un juego comprado en cualquier parte del mundo funcione en una consola comprada en cualquier otra parte del mundo.
A modo de aclaración podemos tomar un videojuego de Game Boy Advance comprado en dos partes del mundo diferentes, estos diferirán en mayor o menor medida por las condiciones idiomáticas que posean (tanto de textos in-game como de packaging) y no por códigos de regiones o normas de colores (por lo explicado anteriormente), a diferencia de las consolas de sobremesa las cuales no solo por los medios que utilizan (CD, DVD, Blu-Ray, etc.), sino porque dependen de un televisor con norma fija que difiere país a país y también dependiendo de la región la fuente eléctrica recibirá un voltaje diferente (220v, 110v, etc.), esto hace que las consolas de sobremesa sean "región dependiente", a diferencia de las portátiles (al menos de las de Nintendo).

## Reinicio en caliente
La Game Boy Micro tiene además la posibilidad de reiniciarse de manera analógica, esto es, cortando y restableciendo físicamente el paso de la electricidad mediante el interruptor de encendido/apagado de la consola, la posibilidad de hacer un reinicio en caliente, o sea, un reinicio de la consola de manera digital, esto es, sin la necesidad de romper el circuito físico. Esto es especialmente útil cuando un juego se queda congelado o cuando se está jugando con un cartucho que incluye la posibilidad de jugar a varios juegos (Final Fantasy I & II: Dawn of souls, por ejemplo). En cualquier caso, esto se puede realizar apretando en cualquier momento (solo basta que la consola este encendida) y de manera simultánea los botones START+SELECT+A+B.

## Salida y ventas
Game Boy Micro vendió más de 170.000 unidades en sus primeros días de venta en Japón. Según los informes financieros, Game Boy Micro vendió más de 1.900.000 unidades en todo el mundo (sin contar los 7 millones de consolas Game Boy Advance que se vendieron en todo el mundo), que son: 590.000 unidades en Japón, 530.000 unidades en Norteamérica y 800.000 en Europa y Australia.

## Ediciones especiales
- 1. Game Boy Micro Pokémon Center Pikachu edition (2005).
- 2. Game Boy Micro 20 Aniversario.